# Asociación de Mujeres Antifascistas
La Asociación de Mujeres Antifascistas (AMA) (con diversas denominaciones según época: Mujeres contra la Guerra y el Fascismo en su inicio, Agrupación de Mujeres Antifascistas desde febrero de 1936 y Unión de Mujeres Españolas o Unión de Mujeres Antifascistas Españolas (AMAE) en el exilio republicano), fue una entidad asociativa de carácter antifascista, feminista y unitaria creada en España en 1933 por el Partido Comunista (PCE), en un principio como sección española de la organización internacional Mujeres contra la Guerra y el Fascismo, también conocida como Rassemblement Mondial des Femmes, creada en Francia por iniciativa de la Internacional Comunista, tras el triunfo de Hitler en Alemania en el mismo año. 
Su impulsora fue Dolores Ibárruri La Pasionaria y en ella se integraron un buen número de las activistas de la izquierda política durante la Segunda República Española. Fue la organización femenina más importante de la época, junto con Mujeres Libres, vinculada a la Confederación Nacional del Trabajo (CNT) y a la Unión de Muchachas, de la Juventud Socialista Unificada (JSU).
A diferencia de otras organizaciones similares, no siempre se basó en grupos territoriales y tuvo un contenido más político que social en el ámbito feminista, cada vez más centrado en una actitud combatiente de las mujeres frente al fascismo. A pesar de su origen en el PCE, estuvo integrada por mujeres de un amplio espectro político progresista, algunas de las cuales desarrollaban también su militancia en otras organizaciones feministas. Entre sus miembros destacaron Margarita Nelken o Matilde Cantos. Además de Dolores Ibárruri, fueron sus dirigentes, sucesivamente, Lina Ódena, Encarnación Fuyola y Emilia Elías.
Durante la guerra civil española (momento en el que se usó más la denominación Agrupación de Mujeres Antifascistas) se integraron en la AMA la Unión de Muchachas, Unió de Dones de Catalunya y la Aliança Nacional de Dones Joves, convirtiéndose en un movimiento clave, ya que el gobierno de la República le encomendó la asistencia en los frentes de batalla y el auxilio a los combatientes mediante la creación de un Comité de Auxilio Femenino. Llegó a contar con más de 50000 miembros y 225 grupos.

### Unión de Mujeres Españolas
Duramente represaliada durante la dictadura franquista, con muchas de sus miembros fusiladas o en prisión, la organización pasó al exilio con el nombre de Unión de Mujeres Españolas (UME), activa sobre todo en Francia y México. En Francia, muchas de ellas colaboraron con el maquis durante la Segunda Guerra Mundial y se reorganizaron después de la victoria de los Aliados, celebrando en Toulouse, (1946), su primer Congreso en el exilio, manteniendo su ayuda a los refugiados y a los presos en cárceles españolas, aunque fue en México desde donde continuaron luchando más activamente. A partir de la década de 1960 ampliaron su colaboración con otras organizaciones internacionales de mujeres, enviando material escolar a la Federación de Mujeres Cubanas de Cuba o colaborando con las de El Salvador y Nicaragua. La Unión continuó con sus actividades hasta la liberación del último preso político en España, momento en el que se disolvieron.